# Gordon Heather
Gordon Heather, född 14 maj 1990, är en friidrottare från Cooköarna. Han deltog vid olympiska sommarspelen 2008.